# Farkas János (újságíró)
Farkas János (Sajószentandrás, Beszterce-Naszód megye, 1928. február 3. – Kolozsvár, 2010. július 31.) magyar újságíró, pedagógiai író.

## Életútja
Középiskolai tanulmányait Besztercén, Désen és Nagyenyeden végezte, a Bolyai Tudományegyetemen 1953-ban szerzett tanári oklevelet pedagógia-lélektan szakból. Mint a KISZ Központi Bizottságának tagja (1955–56) három magyar nyelvű ifjúsági lap, a Napsugár, Pionír és Ifjúmunkás megjelenését készítette elő. Megindulásától kezdve a Napsugár gyermeklap szerkesztőségi titkára, majd Asztalos István alapító-főszerkesztő halála után 1960–1987, majd 1990–1992 között a lap főszerkesztője. A Napsugár szerkesztőségének égisze alatt jelent 1980-tól A Haza Sólymai, majd a Szivárvány című gyermeklap is. Farkas János gyermekirodalommal kapcsolatos pedagógiai írásait a Korunk, Tanügyi Újság, Utunk közölte. Szerkesztésében jelent meg a Kincskeresők című válogatás (1973) a hazai magyar gyermekirodalomból.